# Авария
Ава́рия — разрушение сооружений и (или) технических устройств, применяемых на опасном производственном объекте, непредвиденный выход из строя оборудования или механизмов, разрушение зданий или инфраструктуры, в результате которых становится невозможным дальнейшее функционирование объекта. Неконтролируемый взрыв и (или) выброс опасных веществ.

## Определение
В соответствии с положениями Федерального закона от 30.12.2009 № 384-ФЗ, авария — это опасное техногенное происшествие, создающее на объекте, определенной территории или акватории угрозу жизни и здоровью людей и приводящее к разрушению или повреждению зданий, сооружений, оборудования и транспортных средств, нарушению производственного или транспортного процесса, нанесению ущерба окружающей среде.

## Аварии и техногенные катастрофы
В современном производстве со сложными технологическими процессами периодически создаются условия, приводящие к неожиданному нарушению работы или выходу из строя машин, агрегатов, коммуникаций, сооружений или их систем. Такие явления принято называть авариями.
- Техногенная катастрофа — крупная авария, вызвавшая человеческие жертвы.
- Дорожно-транспортное происшествие (ДТП)
- Авиационное происшествие

Наиболее опасные последствия аварий — пожары, взрывы, обрушения и аварии на энергоносителях — энергоисточниках, на атомных электростанциях, на химических предприятиях, приводящих к разрушению средств производства. Большинство аварий происходит по вине человеческого фактора. Наиболее частыми последствиями аварий являются пожары и взрывы.
На предприятиях нефтяной, химической и газовой промышленности аварии вызывают загазованность, разлив нефтепродуктов, агрессивных жидкостей и сильнодействующих ядовитых веществ. Количество аварий на этих предприятиях ежегодно растет. За последние 30 лет количество аварий увеличилось в 2,5 раза. При этом, количество жертв увеличилось в 6 раз, а экономический ущерб в 11 раз. Такие предприятия наносят колоссальный ущерб окружающей среде. Причиной аварий могут стать стихийные бедствия, дефекты, допущенные при проектировании, нарушение технического процесса.
Любая авария или катастрофа не может произойти по какой-то одной причине. Все аварии — это результат действия нескольких причин и совокупности неблагоприятных факторов. Самый частый вариант, это когда ошибки, допущенные при проектировании, взаимодействуют с ошибками, допущенными при монтаже, и усугубляются неправильной эксплуатацией.

## Условия возникновения и последствия аварий

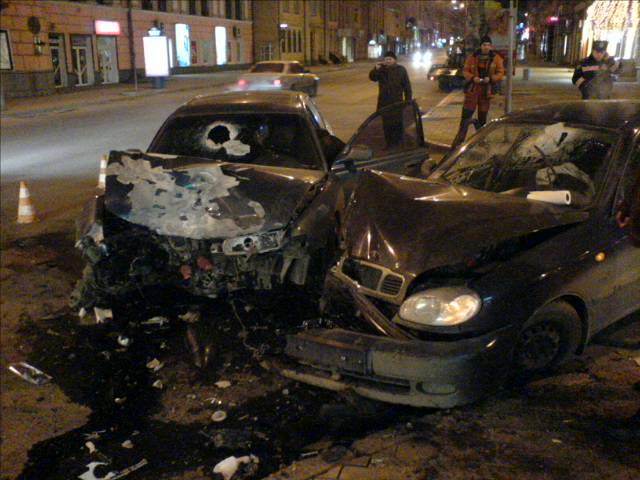
Дорожно-транспортное происшествие, Донецк, Украина

Вероятность возникновения аварии называется аварийностью. Когда в результате износа, отсутствия ремонта аварийность здания, сооружения, оборудования или транспортного средства превышает определённую норму, говорят, что объект находится на аварийной стадии. Для предотвращения аварии и вывода объекта из аварийной стадии производят профилактический ремонт.
Если авария произошла, состояние объекта называется аварийным состоянием. Ремонт объекта с целью выведения его из аварийного состояния называется аварийным ремонтом. Например, аварийный ремонт судна — ремонт судна, проводимый для устранения причин и последствий повреждений судна, вызванных аварийным случаем, и включающий в себя работы, проведение которых необходимо для обеспечения безопасного следования судна в ближайший от места его проведения порт. Аварийный ремонт возможен далеко не при всех авариях.
Для смягчения или ликвидации последствия аварии на объектах предусматривается аварийная защита. Она включает в себя комплекс средств и методов, благодаря которым объект либо быстро выводится из аварийного состояния, либо по крайней мере изолируется с целью недопущения нанесения ущерба людям или окружающей среде. Так, в ядерных реакторах предусмотрена аварийная защита ядерного реактора.
В отличие от аварийной защиты, задачей систем антиаварийной безопасности ставится недопущение аварии вообще.
Проектной аварией называется прогноз аварийного состояния, осуществлённый на стадии проектировки объекта, с подробным рассмотрением возможных последствий и заложением в конструкцию объекта соответствующих средств аварийной защиты и систем безопасности.

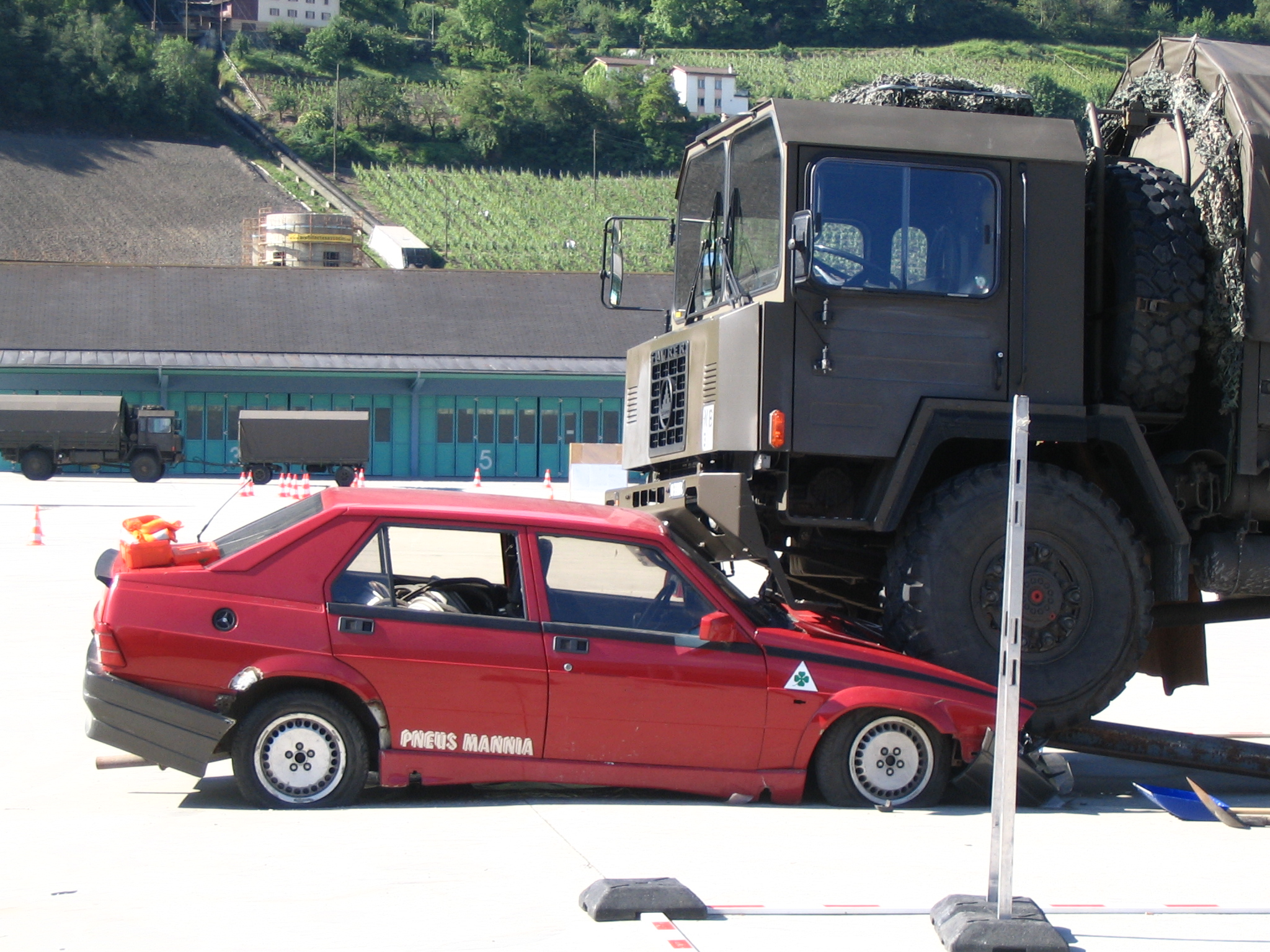
ДТП с военным грузовиком

Для оперативной ликвидации последствий аварии, обеспечения безопасности людей предусматриваются аварийно-спасательные формирования и аварийно-спасательные средства. 

Аварийно-спасательное формирова́ние — самостоятельная или входящая в состав аварийно-спасательной службы структура, предназначенная для проведения аварийно-спасательных работ, основу которой составляют подразделения спасателей, оснащённые специальными техникой, оборудованием, снаряжением, инструментами и материалами. 

Аварийно-спасательные сре́дства — техническая, научно-техническая и интеллектуальная продукция, в том числе специализированные средства связи и управления, техника, оборудование, снаряжение, имущество и материалы, методические, видео-, кино-, фотоматериалы по технологии аварийно-спасательных работ, а также программные продукты и базы данных для электронных вычислительных машин и иные средства, предназначенные для проведения аварийно-спасательных работ.
На объектах, жизненный цикл которых во многом зависит от электроснабжения, (как правило, это разнообразные заводы) предусмотрен аварийный исто́чник электроэне́ргии — источник электроэнергии, предназначенный для питания аварийного распределительного щита в случае прекращения питания от основного источника электроэнергии. Аварийный распределительный щит подаёт электроэнергию на необходимые для ликвидации аварийного состояния, смягчения последствий аварии или недопущение дальнейшего развития аварии устройства. Одним из наиболее частых применений аварийного источника электроэнергии является аварийное освеще́ние — освещение для обеспечения продолжения работы персонала (освещение безопасности) или эвакуации людей из помещения (эвакуационное освещение).
Авария часто наносит большой ущерб окружающей среде. Так, аварийное загрязнение водных объектов — загрязнение, возникающее при залповом сбросе вредных веществ в поверхностные или подземные водные объекты, который причиняет вред или создаёт угрозу причинения вреда здоровью населения, нормальному осуществлению хозяйственной и иной деятельности, состоянию окружающей природной среды, а также биологическому разнообразию.

## Меры по предотвращению
Главные меры (усилия) человека по борьбе с авариями и катастрофами должны быть направлены на их профилактику и предупреждение.
Принятые меры либо полностью исключают, либо локализуют техногенные аварии и катастрофы. В основе таких мер лежит обеспечение надежности технологического процесса.
Основные меры обеспечения надежности функционирования объекта:
- Выполнение требований государственных стандартов и строительных норм и правил, которые направлены на то, чтобы максимально исключить возможность аварии.
- Жесткая производственная дисциплина. Точное выполнение технологических процессов. Использование оборудования в строгом соответствии с его техническим назначением.
- Дублирование и увеличение запасов прочности важнейших элементов производства.
- Чёткая организация службы инспекции контроля и безопасности.
- Тщательный подбор кадров, повышение практических знаний в объёме выполняемой работы.
- Оценка условий производства с точки зрения возможности возникновения аварии.

## Официальное толкование

### В авиации
- «Правила расследования авиационных происшествий и инцидентов с гражданскими воздушными судами в РФ» содержат следующее определение:

1.2.2.3. Авиационное происшествие без человеческих жертв (авария) — авиационное происшествие, не повлекшее за собой человеческих жертв или пропажи без вести кого-либо из пассажиров или членов экипажа.

### Правовые акты
- Пункт 1 Рекомендаций по составлению донесения о чрезвычайных ситуациях с негативными экологическими последствиями (утверждённых Приказом Госкомэкологии РФ от 1.03.2000 № 120 «Об упорядочении представления территориальными органами Госкомэкологии России информации о чрезвычайных ситуациях»).
- Статья 1 Федерального закона «О промышленной безопасности опасных производственных объектов» от 21.07.1997 № 116-ФЗ.
- ГОСТ Р 22 0 05—94.
- Пункты 1.3, 8 Международной конвенции по поиску и спасанию на море (Гамбург, 27.04.1979).
- Статья 97 Водного кодекса РФ от 16 ноября 1995 г. № 167-ФЗ.
- Пункт 8.1 МГСН 2.01—99 «Энергосбережение в зданиях. Нормативы по теплозащите и тепловодоэлектроснабжению» (утв. постановлением правительства Москвы № 138 от 23.02.1999).
- Пункт 6 правила 3 главы Н-1 Консолидированного текста Конвенции СОЛАС-74 (Лондон, 1.11.1974).
- Пункт 1 Указаний ГТК РФ «О некоторых вопросах применения таможенных режимов к морским и речным судам» от 14.10.1996 № 01—4/1161.